# Zanclidia testacea
Zanclidia testacea là một loài bướm đêm trong họ Geometridae.